# Словацкий военный контингент в Афганистане
Словацкий военный контингент в Афганистане — подразделение вооружённых сил Словакии, созданное в 2002 году. В 2002 - 2014 гг. действовало в составе сил ISAF.

## История

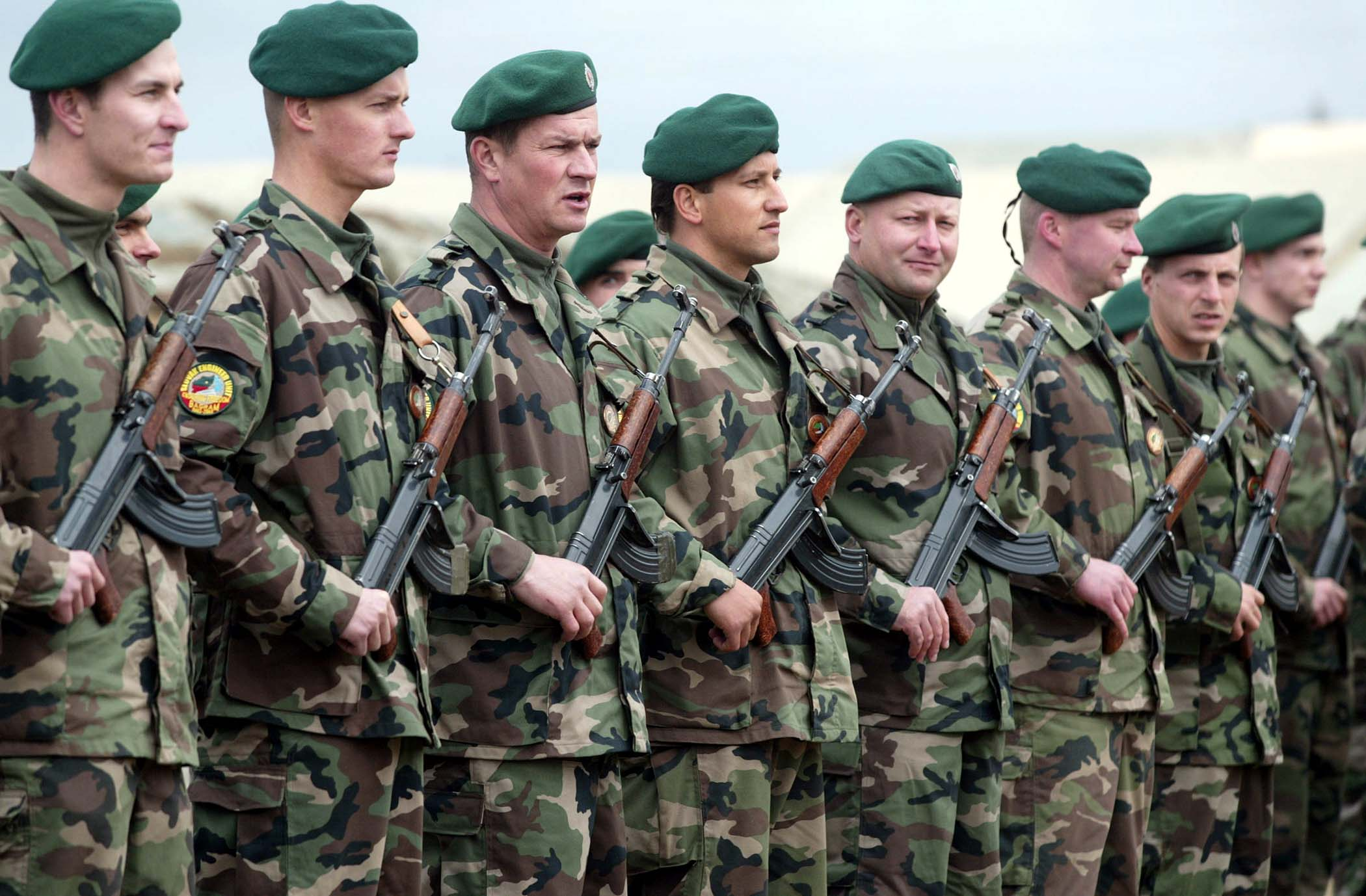
Военнослужащие 11-го механизированного батальона армии Словакии (в американском камуфляже "Woodland" и с автоматами vz.58V) на авиабазе Баграм, Афганистан (23 января 2004)

В 2002 году правительство Словакии направило военный контингент в состав сил ISAF в количестве 340 военнослужащих, которые обеспечивали охрану авиабазы в провинции Кандагар. 24 сентября 2014 правительство Словакии объявило, что словацкие солдаты ISAF завершили миссию в Афганистане.
Кроме того, в сентябре 2012 года по программе «ISAF Training Mission-Afghanistan» в Афганистан была направлена группа из шести военных советников для обучения артиллеристов афганской армии обращению с 122-мм гаубицами Д-30.
В общей сложности, в 2002—2014 гг. в составе словацкого контингента ISAF в Афганистана прошли службу 3600 военнослужащих вооружённых сил Словакии.
5 декабря 2014 года было объявлено, что вооружённые силы Словакии продолжат участие в операции в Афганистане после 2014 года, но численность словацкого контингента на 2015 год была сокращена до 66 военнослужащих.
28 декабря 2014 года командование НАТО объявило о том, что операция "Несокрушимая свобода" в Афганистане завершена. Тем не менее, боевые действия в стране продолжались и иностранные войска остались в стране - в соответствии с начатой 1 января 2015 года операцией «Решительная поддержка».
В первом полугодии 2018 года группа военных советников сил специального назначения Словакии (Slovak Special Operations Advisory Team) в течение шести месяцев занималась обучением личного состава подразделений "коммандос" афганской армии.
В июле 2018 года численность словацкого военного контингента составляла 36 военнослужащих.
В июне 2019 года численность военного контингента составляла 33 военнослужащих.
После начала в 2020 году эпидемии коронавируса COVID-19 и её распространения на Афганистан правительство Словакии сократило численность контингента (15 апреля 2020 года 29 военнослужащих были эвакуированы в Словакию, после чего в стране осталось 20 военнослужащих Словакии).
16 июня 2021 года последние военнослужащие покинули Афганистан и участие в операции было официально завершено.
15-16 августа 2021 года силы талибов заняли Кабул, и правительство Словакии приняло решение отправить в Афганистан самолёт ВВС для эвакуации оставшихся в стране граждан Словакии, иностранных граждан и афганских беженцев. На вылетевшем из международного аэропорта в Кабуле самолете ВВС Словакии были вывезены 20 человек (16 граждан Словакии и четверо афганцев); при вылете из Кабула словацкие военнослужащие были вынуждены применить оружие.

## Результаты
В общей сложности, в 2002-2021 гг. в войне участвовали свыше 4300 военнослужащих Словакии.
Потери словацкого контингента в Афганистане с начала операции до 31 декабря 2014 года составили 3 военнослужащих убитыми и не менее 8 ранеными, в дальнейшем потери продолжались.
В перечисленные выше потери не включены сведения о финансовых расходах на участие в войне, потерях в технике, вооружении и ином военном имуществе. Помимо прямых военных расходов, Словакия предоставляла военную и экономическую помощь Афганистану: 
- по программе военной помощи в начале 2007 года правительство Словакии подарило вооружённым силам Афганистана признанное избыточным имущество вооружённых сил страны массой 1445,5 тонн общей стоимостью 297 млн. крон (стрелковое оружие и боеприпасы)[16].
- в июле 2011 года правительство Словакии бесплатно передало Афганистану 500 спальных мешков из складских запасов вооружённых сил Словакии, которые были распределены среди жителей провинции Урузган в качестве гуманитарной помощи[17]

27 сентября 2013 года за участие в операции в Афганистане батальон радиационной, химической и биологической защиты армии Словакии указом президента Словакии был награждён боевым знаменем с крестом 2-й степени.